# Uitnodiging aan Willem III

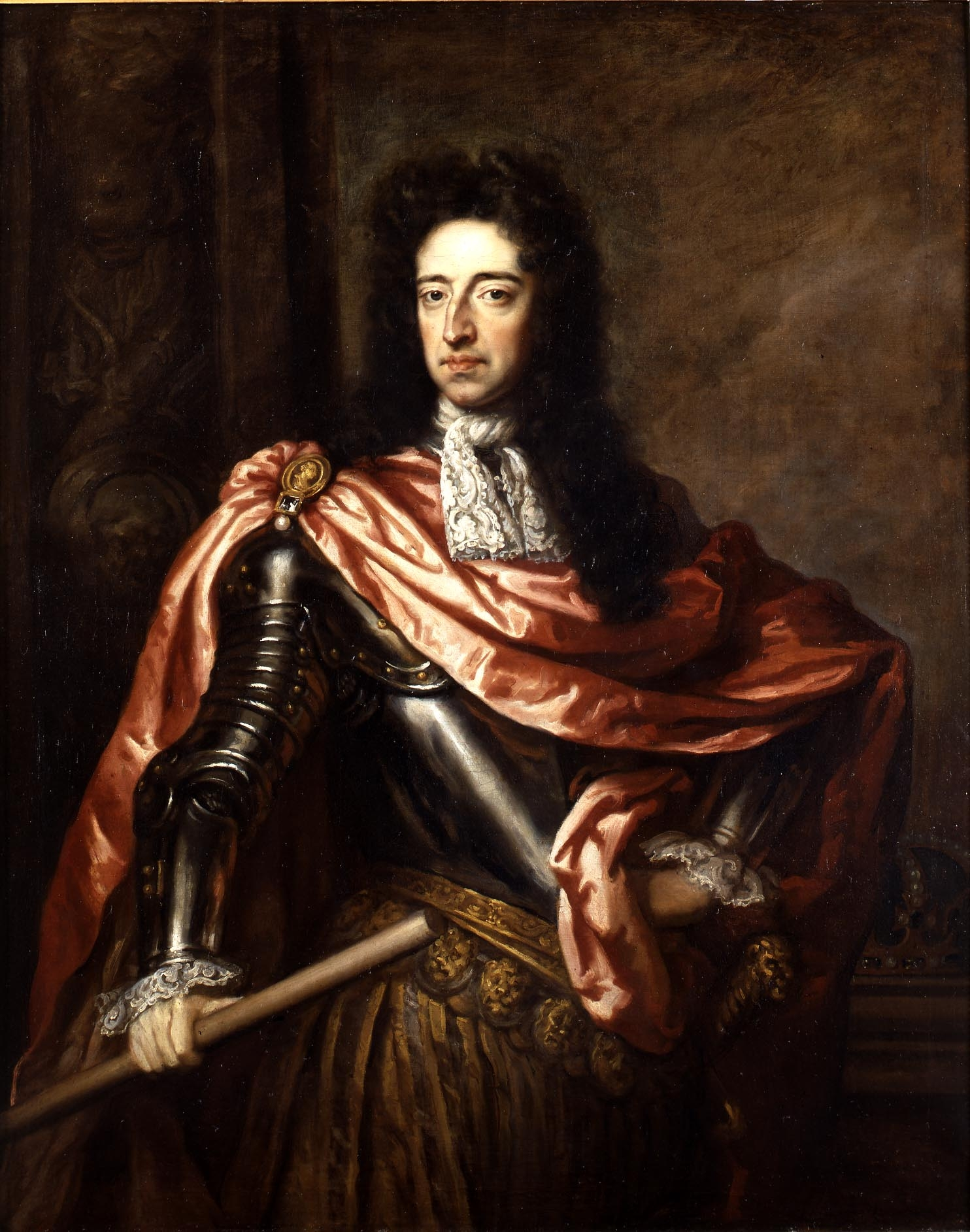
Willem III

De Uitnodiging aan Willem III was een brief van zeven vooraanstaande Engelsen, die later de onsterfelijke zeven werden genoemd aan Willem III van Engeland, die door hem op 30 juni 1688 (juliaanse kalender, 10 juli gregoriaanse kalender) werd ontvangen. In Engeland was er een katholieke mannelijke erfgenaam van de troon James Francis Edward Stuart geboren, en in de brief vroegen de zeven aan Willem III om de zittende Engelse koning, zijn schoonvader Jacobus II van Engeland, door middel van een militaire interventie te dwingen om de protestantse vrouw van Willem III, Mary, de oudste dochter van James, zijn erfgenaam te maken, bij voorkeur door te erkennen dat de pasgeboren Prins van Wales niet echt zijn kind was. 
De ondertekenaars waren: 
- Thomas Osborne, eerste hertog van Leeds
- Charles Talbot, eerste hertog van Shrewsbury
- William Cavendish, eerste hertog van Devonshire
- Richard Lumley, eerste graaf van Scarbrough
- Henry Compton, de bisschop van Londen
- Edward Russell, zoon van de 5e graaf van Bedford, broer van de geëxecuteerde William Russell
- Henry Sydney, de eerste graaf van Romney (de schrijver van de uitnodigingsbrief)